# 武蔵松山藩
松山藩（まつやまはん）は、江戸時代前期、武蔵国松山（現・埼玉県東松山市、比企郡吉見町）周辺を領した藩。藩庁は松山城に置かれた。

## 藩史
徳川家康が関東入国すると、天正18年（1590年）に松平家広が松山城と1万石を与えられて立藩した。のちに3万石に加増された。しかし、家広は慶長6年（1601年）、25歳で病死する。異父弟の忠頼が継ぐが、加増されて遠江国浜松城に5万石にて移封し、松山藩は廃藩となった。

## 歴代藩主
松平（桜井）家
譜代 1万石→3万石
1. 松平家広
2. 松平忠頼